# Jidyszyzm
Jidyszyzm – wyraz, zwrot lub konstrukcja składniowa, jak również dowolny inny składnik językowy, zapożyczone z języka jidysz.
Maria Brzezina używa ponadto w swoich publikacjach („Język mniejszości narodowych […]. Południowokresowa polszczyzna Żydów” oraz „Polszczyzna Żydów”) w tym znaczeniu terminu jidyzm, a także szerszego określenia iudaicum (liczba mnoga: iudaica), obejmującego elementy jidyszowe i hebrajskie.

## Jidyszyzmy w języku polskim
Jedynymi elementami przejętymi z jidysz, które należą do standardowego języka polskiego, są jidyszyzmy leksykalne, czyli zapożyczenia wyrazowe. Jak widać z poniższych przykładów, są to często wyrazy potoczne (np. belfer, machlojka, rejwach) bądź też określające przedmioty czy zjawiska związane z kulturą żydowską (np. czulent, szmonces, tałes).
Jidyszyzmy składniowe (zwroty, wyrażenia, konstrukcje składniowe), podobnie jak cechy fonetyczne i gramatyczne przejęte z jidysz, nie są w standardowej polszczyźnie akceptowane. Pojawiają się one albo jako błędy językowe wywołane interferencją ze strony jidysz, albo stanowią środek stylizacji żydowskiej, np. w tekstach literackich. Celom stylizacyjnym służyć mogą również jidyszyzmy leksykalne, bez względu na stopień ich przyswojenia w polszczyźnie.
Elementy te pochodzą z różnych dialektów języka jidysz, co nierzadko znajduje odzwierciedlenie w ich fonetyce. Jak zauważa M. Altbauer,

[…] różnice dialektyczne żydowskie uwydatniają się niekiedy w zapożyczeniach ogólnopolskich lub w wypadkach, gdy autor polski wprowadza poszczególne wyrazy, zwroty lub nazwy żydowskie dla celów artystycznych. Tak np. Orzeszkowa posługuje się w Meirze Ezofowiczu dialektem „litewskim”, natomiast pisarze z b. Galicji i Królestwa używają gwary „polskiej” lub pd.-żydowskiej.

### Jidyszyzmy leksykalne
Orientacyjny zbiór zapożyczeń żydowskich w języku polskim, opracowany przez M. Brzezinę na podstawie sześciu słowników języka polskiego, obejmuje 52 wyrazy przejęte z jidysz (oraz 26 wyrazów zapożyczonych bezpośrednio z hebrajskiego lub aramejskiego). Podobna lista zebrana z materiałów gwarowych składa się z 54 słów (bez wskazania szczegółowej etymologii), przy czym są to częściowo wyrazy identyczne z tymi pochodzącymi ze słowników języka polskiego.
Oto przykładowa lista jidyszyzmów polskich wraz z ich źródłami w języku jidysz:
- bajgiel (reg.: krak., lwow., warsz.) ‘rodzaj obwarzanka’ (< jid. dial. bajgl[9], jid. stand. bejgl בייגל ‘ts.’)[10]
- belfer (pot.) ‘nauczyciel’ (< jid. belfer בעלפֿער ‘pomocnik nauczyciela w chederze’)[10] [11] [12]
- ciuch (pot.) ‘ubranie’ (< jid. cich ציך ‘poszwa’)[10] , choć wyraz ten uważany jest też za rodzimy w polszczyźnie (por. czasownik cuchnąć), a więc niemający związku z jidysz[11]
- cymbergaj (dawn.) ‘gra uczniowska, w której na płaskiej powierzchni odbija się monety lub guziki przy użyciu linijki bądź grzebienia’ (< jid. dial. ci mir gaj, jid. stand. cu mir gej צו מיר גיי ‘do mnie idź’)[10]
- cymes (pot.) ‘przysmak, rarytas; coś najlepszego, szczególnie cennego’ (< jid. cimes צימעס ‘słodkie danie kuchni żydowskiej, rodzaj deseru’)[10] [11] [13]
- czulent ‘potrawa szabasowa z mięsa, ziemniaków, kaszy i fasoli’ (< jid. dial. czulnt[14], jid. stand. czolnt טשאָלנט ‘ts.’)[10] [15]
- kapcan ‘1. (pot.) człowiek nieporadny, niedołęga, niezdara, niedorajda; 2. (przestarz.) człowiek ubogi, biedak’ (< jid. kapcn קבצן ‘biedak, nędzarz’ < hebr. qabṣān קַבְּצָן ‘żebrak’)[10] [11] [16]
- machlojka (pot.) ‘oszustwo, szachrajstwo, szwindel’ (< jid. machlojkes מחלוקת ‘kłótnia, sprzeczka, awantura, spór, zatarg’ < hebr. maḥăloqɛṯ מַחֲלֹקֶת (maḥălōqɛṯ מַחֲלוֹקֶת) ‘część, dział, podział, oddział; kłótnia, spór’)[11] [17]
- mecyje[18] (pot.) ‘coś nadzwyczajnego, doskonałego, rarytas, specjał’ (< jid. mecie מציאה ‘okazja, gratka’ < hebr. məṣī’ā םְצִיאָה ‘znalezienie, znalezisko’)[10] [19]
- puryc (przestarz.) ‘bogaty i wpływowy człowiek, zwłaszcza bogacz żydowski’ (< jid. dial. purec || puryc[20], jid. stand. porec פּריץ ‘pan, bogacz, właściciel ziemski, obszarnik’ < hebr. pārīṣ פׇּרִיץ ‘rabuś, rozbójnik, zbójca, gwałtownik, drapieżnik’)[10]
- rejwach (pot.) ‘hałas, zgiełk, harmider, zamieszanie’ (< jid. dial. rejwech || rejwach[21], jid. stand. rewech רווח ‘zysk, korzyść, dochód’ < hebr. rɛwaḥ רֶוַח ‘odstęp, ulga, wybawienie’)[10] [22]
- szajgec (przestarz.) ‘1. łobuz, hultaj, urwis; 2. nieżydowski chłopiec lub młodzieniec’ (< jid. dial. szajgec[23], jid. stand. szejgec שייגעץ ‘ts.’ < hebr. šɛqɛṣ שֶׁקֶץ ‘plugastwo, gad, ohyda, okropność’)[10] [24]
- szmonces (książk.) ‘dowcip, kawał żydowski’ (< jid. szmonces שמאָנצעס ‘bzdury, brednie, androny, banialuki’)[10] [22]
- sztetl ‘prowincjonalne miasteczko żydowskie (nazwa odnoszona do terenów Europy Środkowej i Wschodniej, do czasów poprzedzających drugą wojnę światową)’ (< jid. sztetl שטעטל ‘miasteczko’)[10]
- ślamazara (pot.) ‘człowiek powolny, flegmatyczny, guzdrała, niezdara’ (< jid. szlimazl שלימזל ‘nieszczęście, pech, niepowodzenie; nieszczęśliwiec, pechowiec, biedak; ktoś niedbały, niezdarny’)[25]
- tałes ‘żydowski szal modlitewny, zwykle biały w czarne pasy, zaopatrzony we frędzle’ (< jid. tales טלית ‘ts.’ < hebr. ṭallīṯ טַלִּית ‘okrycie, płaszcz’)[10] [15]

Część hebraizmów w języku polskim zapożyczona została prawdopodobnie za pośrednictwem jidysz, często jednak nie sposób wykazać tego ponad wszelką wątpliwość, np.:
- bachor (przestarz.) ‘nieżonaty młodzieniec żydowski’ (< hebr. bāḥūr בָּחוּר ‘kawaler, młodzieniec, chłopak’)[10] [22] – być może poprzez jid. bocher בחור ‘kawaler, młodzieniec, chłopak’[26]; co istotne, homonimiczny wyraz bachor (pot.) ‘dziecko’ nie wywodzi się w ogóle z jidysz[10] [11]
- goj (pot.) ‘używane przez żydów określenie innowiercy (zwłaszcza chrześcijanina), nieżyd’ (< hebr. gōy גּוֹי ‘lud, naród; poganie; nieżyd’)[10] [11] [27] – być może poprzez jid. goj גוי ‘nieżyd’[28][29]

Innym problemem jest odróżnienie jidyszyzmów od zapożyczeń z niemieckiego (ma to miejsce nie tylko w przypadku wyrazów o etymologii germańskiej), np.:
- bajzel (pot.) ‘1. dom publiczny; 2. bałagan’ (< jid. bajzl ‘domek’, bezpośrednio lub za pośrednictwem niem. Beisel ‘knajpa’)[10] [11]
- geszeft (pot.) ‘interes handlowy, niewielkie przedsięwzięcie (często nieuczciwe)’ – wyraz wywodzony albo z niem. Geschäft ‘interes, transakcja’[10] [11] , albo z jid. geszeft געשעפֿט ‘ts.’[28][29]
- plajta (pot.) ‘bankructwo (zwłaszcza umyślne, symulowane)’ – słowo wywodzone albo z niem. Pleite ‘ts.’[11] , albo z jid. dial. plajte[31], jid. stand. plejte פּליטה ‘ucieczka’[32]

Jidyszyzmy leksykalne obecne są ponadto w polszczyźnie niestandardowej, np. w gwarach przestępczych . Stamtąd przenikają one niekiedy i do języka ogólnego, choć zachowują charakter potoczny, np.:
- git (pot.) ‘dobrze, w porządku; świetny, dobry’ (< jid. dial. git[35], jid. stand. gut גוט ‘dobry’)[10]
- sitwa (pot.) ‘grupa osób wzajemnie się wspierających dla osiągnięcia własnych korzyści wbrew interesowi ogólnemu, klika, koteria’ (< jid. dial. szitwes[36], jid. stand. szutfes שותּפֿות ‘wspólnota, współudział, spółka’ < hebr. šuttāp̄ūṯ שֻׁתׇּפוּת ‘towarzystwo, wspólnota’)[10] [37]

### Jidyszyzmy fonetyczne, gramatyczne i składniowe
Cechy charakterystyczne dla polszczyzny Żydów, w standardowym języku polskim nieakceptowane, omówił w swoich pracach M. Altbauer: O błędach ortograficznych i gramatycznych w zadaniach polskich Żydów przemyskich (artykuł w „Języku Polskim” z 1929 roku), Język polski w szkole żydowskiej (artykuł w czasopiśmie „Zrąb” z 1934 roku), O polszczyźnie Żydów (rozprawa doktorska z 1931 roku, opublikowana po raz pierwszy pośmiertnie w 2002 roku). Cechy te były także często wykorzystywanymi środkami służącymi stylizacji artystycznej w tekstach literackich i folklorystycznych, co w dwu swoich książkach opracowała M. Brzezina: Język mniejszości narodowych w tekstach literackich i folklorystycznych. I: Południowokresowa polszczyzna Żydów (1979)  oraz Polszczyzna Żydów (1986) .
Do najczęstszych jidyszyzmów fonetycznych, gramatycznych i składniowych, obserwowanych w polszczyźnie Żydów, zaliczyć można:
- mieszanie samogłosek i oraz y, np. fabrika (‘fabryka’), Przemiśl (‘Przemyśl’), być się (‘bić się’), ynteres (‘interes’)[43][44][45]
- mieszanie spółgłosek dziąsłowych (sz, ż, cz, dż) i środkowojęzykowych (ś, ź, ć, dź), np. szniadanie (‘śniadanie’), wreszcze (‘wreszcie’), wierś (‘wiersz’), cięsto (‘często’)[46][47][48]
- pozostawianie rzeczowników w przypadkach zależnych bez odmiany, a także mieszanie końcówek różnych rodzajów, np. dwa grosz, dać to pan profesorzu, jechać do Krakowy, nad jeziorą[49][50][51]
- używanie biernika zamiast dopełniacza lub na odwrót, np. nie stracił nadzieję, ja taki interes nie chcę, pragnie dobro ojczyzny, bardzo szanuje Pańskiego honoru[52][53][54]
- niepotrzebne użycie lub błędne opuszczenie przyimka, np. pisze z piórem, żałować na swój czyn, bać się za kogoś, musicie być wspólniczką od tego młodego człowieka, uszli życiem[55][56][57]

Błędy tego typu wpłynęły na potoczne stereotypy językowe, wykorzystywane później m.in. w utworach satyrycznych, np.:
 – Jaka jest różnica między deszcz a pies?
 – Deszcz szczeka z rynnem, a pies szczeka z pyskiem.
W żarcie tym znajduje się kilka typów jidyszyzmów: fonetyczne (mieszanie szczeka i ścieka), gramatyczne (nieodmienność wyrazów deszcz i pies; błędny przypadek i końcówka rodzaju męskiego w formie rynnem zamiast rodzaju żeńskiego rynny) i składniowe (z pyskiem zamiast pyskiem), z których każdy wyjaśnić można interferencją języka jidysz.

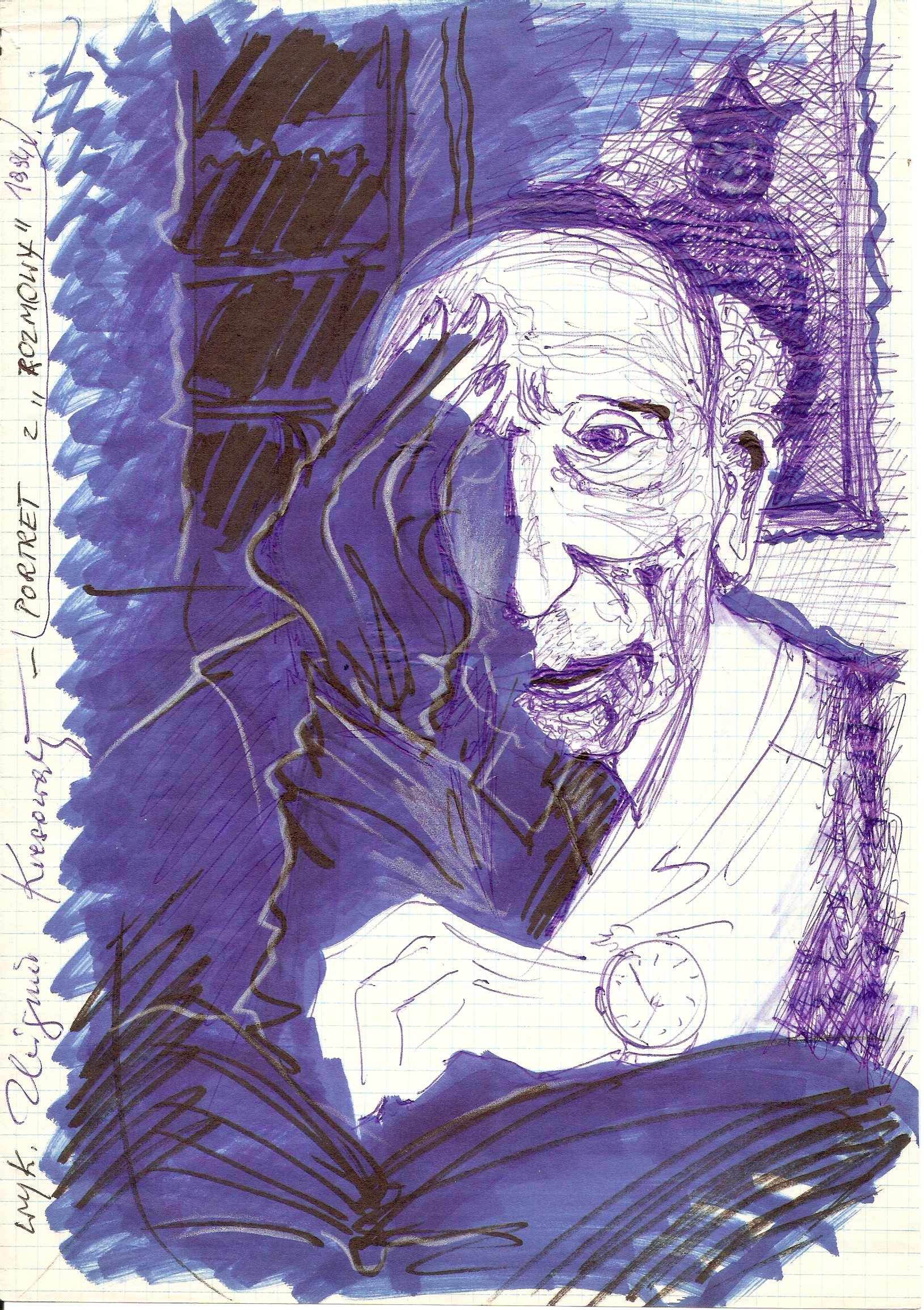
Portret Juliana Stryjkowskiego autorstwa Zbigniewa Kresowatego

Świadome repliki zwrotów i powiedzeń jidyszowych, zastosowane dla celów stylistyczno-artystycznych, nierzadkie są w utworach literackich, który akcja rozgrywa się w środowisku żydowskim. Tak np. Julian Stryjkowski w swojej powieści „Głosy w ciemności” użył m.in. następujących jidyszyzmów frazeologicznych:
- żyjecie sobie tam «jak Bóg we Francji» ‘jak u Pana Boga za piecem’ (jid. lebn wi got in frankrajch)
- tylko niech wpierw mnie «położą nogami do drzwi» ‘niechaj wpierw umrę’
- «taki rok na» wszystkich wrogów (przekleństwo), «taki rok na» moich przyjaciół (błogosławieństwo) (jid. aza jor af… ‘oby coś podobnego spotkało…’).

Z cech rozpowszechnionych w polszczyźnie warto wspomnieć o wymowie cz [t͡ʃ] zamiast trz [tʃ] oraz użyciu biernika zamiast dopełniacza po zaprzeczonym czasowniku, które to właściwości M. Altbauer przypisuje wpływowi m.in. języka jidysz. M. Brzezina podkreśla jednak, że jidysz może tu być tylko jednym z kilku źródeł tych zmian (obok np. języka niemieckiego czy ukraińskiego, bądź nawet rozwoju naturalnego w obrębie polszczyzny). Za jidyszyzm składniowy uważają oboje autorzy użycie czasownika potrzebować w znaczeniu ‘musieć’ (np. potrzebuję sobie kupić płaszcz, nie potrzebujesz się męczyć).

### Historia badań
Najwcześniejszym naukowym opracowaniem, skupiającym się na zapożyczeniach z jidysz w języku polskim, jest zapewne artykuł Leo Wienera z roku 1898, zatytułowany Das jüdische Element im Polnischen („Element żydowski w języku polskim”). Wiele jidyszyzmów znaleźć można także w najstarszych publikacjach poświęconych językowi złodziejskiemu (autorstwa Karola Estreichera i Antoniego Kurki), które pod względem etymologicznym omówił A. Landau w swoim artykule z 1902 roku pt. Zur polnischen Gaunersprache („O polskiej gwarze przestępczej”).
Poczynając od końca lat dwudziestych XX wieku Mosze Altbauer ogłosił szereg artykułów (zarówno poświęconych poszczególnym wyrazom, jak i syntetycznych), zebranych po jego śmierci w tomie Wzajemne wpływy polsko-żydowskie w dziedzinie językowej. Przez długie lata był Altbauer „jedynym rzeczywiście naukowym badaczem polszczyzny żydowskiej”.
Wiele jidyszyzmów zostało zidentyfikowanych i zebranych w słownikach ogólnych języka polskiego, słownikach wyrazów obcych i słownikach etymologicznych. Najwięcej z nich notują Słownik języka polskiego pod redakcją Jana Karłowicza, Adama Kryńskiego i Władysława Niedźwiedzkiego (tzw. słownik warszawski) oraz Słownik języka polskiego pod redakcją Witolda Doroszewskiego, mniej jest ich w późniejszych pracach leksykograficznych.

Nowy układ stosunków po okupacji hitlerowskiej doprowadza również do wycofywania się wielu iudaiców z polszczyzny. Warstwę trwałą stanowią chyba tylko biblizmy, należące zresztą raczej do tzw. słownictwa biernego. Młodsze pokolenia Polaków używają na ogół niewielu iudaiców. Przypuszczalnie starsze pokolenia znają i okazjonalnie używają jeszcze więcej wyrazów żydowskich, niż utrwaliły to słowniki języka polskiego.

## Jidyszyzmy w innych językach

### W językach słowiańskich
Kilkadziesiąt wyrazów z języka jidysz przeszło do różnych języków słowiańskich (oprócz polskiego przede wszystkim wschodniosłowiańskich) w wyniku bezpośrednich kontaktów Słowian i Żydów. Większość z nich została zapożyczona do miejskich gwar środowiskowych, ale część zyskała akceptację także w językach standardowych. Najstarszym opracowaniem tego tematu jest artykuł Leo Wienera z 1895 roku pt. Еврейско-Нѣмецкія слова въ русскихъ нарѣчіяхъ („Wyrazy żydowsko-niemieckie [= jidyszowe] w dialektach ruskich [= wschodniosłowiańskich]”).

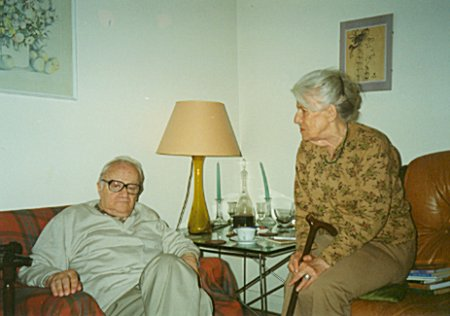
Kazimierz Brandys z żoną

Ciekawym typem jidyszyzmów w językach słowiańskich są nazwiska żydowskie utworzone od imion żeńskich. W jidysz często, zwłaszcza w czasach gdy Żydzi nie mieli jeszcze nazwisk, identyfikowano osoby za pomocą ich imienia z dodatkiem imienia matki w dopełniaczu, np. Mojsze Cipores (czyli ‘Mojsze, [syn] Cypory’), Herszele Ester Jentes (tzn. ‘Herszele, [syn] Ester Jenty’); ten typ nazewnictwa zaświadczony jest zarówno w dawnych dokumentach, jak i literaturze pięknej i ludowej (najbardziej znanym przykładem jest pseudonim Isaaca Singera, mianowicie Icchok Baszewis, czyli ‘Icchak, [syn] Baszewy’). Owe imiona żeńskie w dopełniaczu stały się później źródłem takich nazwisk, jak np. Brandys, Czaczk(i)es, Dwojres, Jentys, Perles, Szoszkes i in. Innym sposobem adaptacji imion żeńskich jako nazwisk było dodanie do nich słowiańskiego przyrostka -in, np. Chankin, Dworkin, Rejzin, Soskin itp.

### W języku angielskim

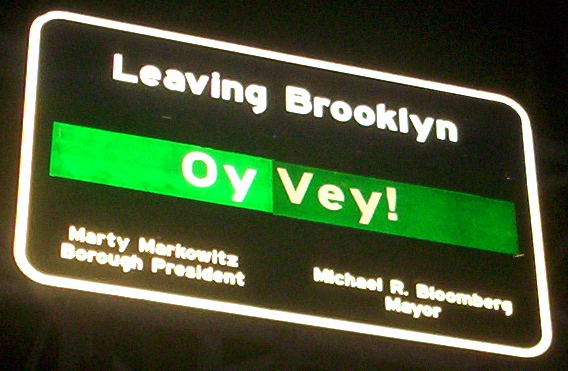
Jidyszyzm w języku angielskim: Oy vey! (znak na moście Williamsburg, sygnalizujący wyjazd z Brooklynu)

Wiele jidyszyzmów używanych jest w języku angielskim, szczególnie w jego odmianie amerykańskiej, co wiąże się z dużą emigracją żydowską do tego kraju. Niektóre z nich są rozpoznawane jako wyrazy żydowskie, czy to ze względu na znaczenie, czy fonetykę (np. bagel ‘bajgiel’, kosher ‘koszerny’, kvetch ‘narzekać, biadolić’, shtick ‘numer, punkt programu’); inne natomiast zostały w pełni przyswojone przez system leksykalny angielszczyzny (np. glitch ‘usterka’, klutz ‘ciemięga, fujara’, maven ‘spec’, tush ‘zadek’). W języku potocznym używane są ponadto pewne wyrażenia, idiomy bądź wzorce słowotwórcze zapożyczone z jidysz, np.:
- wyrażenie from his (albo: your) mouth to God’s ear ‘oby go (cię) Bóg wysłuchał’ (jid. fun zajn mojl in Gots ojer)[74]
- reduplikacja z nagłosem shm- (fancy-shmancy clothes ‘fikuśne ubranie’), wskazująca lekceważenie czy drwinę.

Oprócz tego wiele elementów zaczerpniętych z jidysz zaobserwować można w języku ortodoksyjnych Żydów mieszkających w Stanach Zjednoczonych.
W swojej książce poświęconej jidyszyzmom amerykańskim Maciej Widawski przedstawił ich niemal 1000, przy czym są to jedynie najpowszechniejsze i najbardziej reprezentatywne spośród nich. Znajdują się tam zarówno zapożyczenia leksykalne, jak i kalki oraz elementy słowotwórcze (np. bardzo produktywny przyrostek -nik), a należą one do wszystkich wariantów angielszczyzny amerykańskiej: od wzorcowego języka standardowego przez styl potoczny po slang .

### W języku niemieckim
Niemało wyrazów pochodzących z jidysz rejestrują także słowniki języka niemieckiego. Ich opracowaniem zajął się Hans Peter Althaus, który zebrał i opisał około 1100 jidyszyzmów, zarówno powszechnie w niemczyźnie używanych, jak i tych spotykanych sporadycznie .

### W języku hebrajskim
Język jidysz wywarł wpływ również na współczesny język hebrajski, przy czym oprócz zapożyczeń leksykalnych czy składniowych na uwagę zasługują m.in.:
- przyrostki tworzące zdrobnienia (np. Danele od imienia męskiego Dan, Dinale od imienia żeńskiego Dina, ’abale ‘tatuś’)[78][79]
- przesunięcie akcentu z sylaby ostatniej na przedostatnią dla wskazania form pieszczotliwych (np. Dawid zamiast Dawid, tipesz ‘głuptasek’ obok tipesz ‘głupiec’) lub dla odróżnienia nazw własnych od pospolitych (np. Szoszana ‘imię żeńskie’ obok szoszana ‘róża’, Rəchowot ‘nazwa miejscowości’ obok rəchowot ‘ulice’)[80][81].

### Wpływ jidysz na język polski
- Leo Wiener. Das jüdische Element im Polnischen. „Archiv für slavische Philologie”. Tom 20, s. 620–624, 1898. (niem.).
- Mosze Altbauer: Wzajemne wpływy polsko-żydowskie w dziedzinie językowej. Maria Brzezina (wybór i oprac.). Kraków: Polska Akademia Umiejętności, 2002, seria: Rozprawy Wydziału Filologicznego PAU, tom 74. ISBN 83-88857-43-6.
- Maria Brzezina: Język mniejszości narodowych w tekstach literackich i folklorystycznych. I: Południowokresowa polszczyzna Żydów. Warszawa, Kraków: Państwowe Wydawnictwo Naukowe, 1979, seria: Zeszyty Naukowe Uniwersytetu Jagiellońskiego: Prace Językoznawcze, zeszyt 65. ISBN 83-01-01277-3.
- Maria Brzezina: Polszczyzna Żydów. Warszawa, Kraków: Państwowe Wydawnictwo Naukowe, 1986, seria: Języki mniejszości narodowych w tekstach literackich i folklorystycznych. ISBN 83-01-06611-3.
- A. Landau. Zur polnischen Gaunersprache. „Archiv für slavische Philologie”. Tom 24, s. 137–150, 1902. (niem.).
- Agnieszka Małocha: Żydowskie zapożyczenia leksykalne w socjolekcie przestępczym. W: Janusz Anusiewicz, Bogdan Siciński: Języki subkultur. Wrocław: Wiedza o Kulturze, 1994, s. 135–170, seria: Język a Kultura, tom 10.

### Słowniki polskie
- Wielki słownik wyrazów obcych PWN. Mirosław Bańko (red. nauk.). Warszawa: Wydawnictwo Naukowe PWN, 2008. ISBN 978-83-01-14455-5.
Opracowanie etymologii: prof. Andrzej Bańkowski. Opracowanie etymologii haseł nowych w tym wydaniu z zakresu judaistyki: dr hab. Ewa Geller.
- Andrzej Bańkowski: Etymologiczny słownik języka polskiego. T. I-II. Warszawa: Wydawnictwo Naukowe PWN, 2000. ISBN 83-01-13019-9.

### Wpływ jidysz na inne języki
- Л. Винеръ (Leo Wiener). Еврейско-Нѣмецкія слова въ русскихъ нарѣчіяхъ. „Живая старина”. Годъ 5, выпускъ I, s. 57–70, 1895. (ros.).
- Maciej Widawski: Yinglish. Jidyszyzmy w angielszczyźnie amerykańskiej. Gdańsk: Wydawnictwo Uniwersytetu Gdańskiego, 2012. ISBN 978-83-7865-005-8.
- Hans Peter Althaus: Kleines Lexikon deutscher Wörter jiddischer Herkunft. Wyd. 3, przejrzane. München: C. H. Beck, 2010. ISBN 978-3-406-60677-9. (niem.).
- Maciej Tomal: Jidysz a hebrajski. W: Jidyszland – polskie przestrzenie. Ewa Geller i Monika Polit (red.). Warszawa: Wydawnictwa Uniwersytetu Warszawskiego, 2008, s. 44–66. ISBN 978-83-235-0448-1.

### Pozostałe
- Salomo A. Birnbaum: Grammatik der jiddischen Sprache. Mit einem Wörterbuch und Lesestücken. Wyd. 5, uzupełnione. Hamburg: Buske, 1988. ISBN 3-87118-874-3. (niem.).